# Asticta procax
Asticta procax là một loài bướm đêm trong họ Erebidae.